# 災
災 (catastrophe, malheur) est un kanji composé de 7 traits et fondé sur 火.
Il se lit sai en lecture on et wazawai en lecture kun.
Son caractère Unicode est 707D.

## Exemples
- 災厄 (saiyaku) : calamité